# Tatiana Fajrutdinova
Tatiana Fajrutdinova –en ruso, Татьяна Фахрутдинова– (20 de diciembre de 1969) es una deportista rusa que compitió en esgrima, especialista en la modalidad de espada.
Ganó una medalla de oro en el Campeonato Mundial de Esgrima de 2001 y cuatro medallas en el Campeonato Europeo de Esgrima entre los años 1999 y 2003.

## Palmarés internacional
| Campeonato Mundial | Campeonato Mundial  | Campeonato Mundial | Campeonato Mundial |
| Año                | Lugar               | Medalla            | Prueba             |
| ------------------ | ------------------- | ------------------ | ------------------ |
| 2001               | Nimes (Francia)     | Medalla de oro     | Espada por equipos |
| Campeonato Europeo |                     |                    |                    |
| Año                | Lugar               | Medalla            | Prueba             |
| 1999               | Bolzano (Italia)    | Medalla de plata   | Espada por equipos |
| 2001               | Coblenza (Alemania) | Medalla de plata   | Espada individual  |
| 2001               | Coblenza (Alemania) | Medalla de plata   | Espada por equipos |
| 2003               | Bourges (Francia)   | Medalla de oro     | Espada por equipos |